# Lola Cañamero
Lola Cañamero Matesanz es una científica española doctora en filosofía especialista en inteligencia artificial que estudia el comportamiento emocional de los robots. Es profesora en "The School of Computers Science" de la Universidad de Hertfordshire, de Londres, donde dirige la investigación de "Crear y modelar emociones en robots", con el Grupo de Investigación de Sistemas Adaptativos (Adaptatifs Systems Research Group) en el Laboratorio Emotion Modeling.

## Biografía
Pasó su infancia en el municipio segoviano de Cantimpalos, donde sus padres eran maestros. Estudió Filosofía en la Universidad Complutense de Madrid (1983-1991) y fue profesora y asistente de investigación de Lógica y Filosofía de la Mente en el departamento de Lógica y Filosofía de la Ciencia. Se doctoró en Ciencias de la Computación en el Laboratorio de Investigación Informática de la Universidad de París-XI con la supervisión de Yves Kodratoff (1991-1995). 
En 1995-1996 logró una beca postdoctoral en Laboratorio de Inteligencia Artificial del MIT con el profesor de robótica Rodney Brooks y en 1997 con Luc Steels. En 1998-1999 fue investigadora científica en el Instituto de Investigación en Inteligencia Artificial (IIIA) del Consejo Español de Investigaciones Científicas (CSIC) y el 2000 científica visitante en el Lego Lab del departamento de Ciencias de la Computación de la Universidad de Aarhus.
Desde 2001 es profesora en la Escuela de Ciencias de la Computación de la Universidad de Hertfordshire de Londres y pertenece a la Association for the Advancement of Affective Computing.

## Investigación
Cañamero ha participado en diversos proyectos de investigación sobre inteligencia artificial,  entre ellos Humaine (2004-2007), el proyecto europeo Feelix Growing (FEEL, Interact, eXpress: a Global approach to development With Interdisciplinary Grounding) (2006-2010) que coordinó y de Aliz-E (2009-2014). Actualmente dirige la investigación "Crear y modelar emociones en robots", con el Grupo de Investigación de Sistemas Adaptativos (Adaptatifs Systems Research Group).
En 2007 en el programa de divulgación científico Redes de TVE dirigido por Eduardo Punset, Cañamero presentó otro ejemplo práctico del desarrollo de su investigación: dos perritos-robots, acosador y acosado, nos muestran la necesidad de crear la emoción del "miedo" y la conducta a seguir (capacidad de refugiarse) en el perrito acosado ante la presencia del acosador.

### Nao el primer robot "emocional"
En 2010 presentó a Nao, uno de los primeros robots capaz de demostrar “emociones” como respuesta a tratos en el mundo real. Si Nao está feliz, busca un abrazo y si tiene miedo, se queda quieto en el lugar esperando que alguien lo consuele.

### Robin y la diabetes
Robin (una contracción de "Robot infantil") es un niño-robot autónomo que sufre diabetes que ha sido desarrollado por Lola Cañamero y Matthew Lewis para ayudar a los niños a mejorar su confianza y habilidades en el manejo de su propia diabetes. Los niños pueden jugar con Robin, ayudar a satisfacer sus necesidades sociales y físicas mientras aprenden a detectar y corregir los síntomas relacionados con la diabetes. Su desarrollo se inició con el programa de investigación Aliz-E

## Publicaciones
- 2008 Animating Expressive Characters for Social Interaction[12]
- Hiolle, Antoine, Cañamero, Lola, Blanchard, Arnaud J. (2007): Learning to Interact with the Caretaker: A Developmental Approach. In: Paiva, Ana, Prada, Rui, Picard, Rosalind W. (eds.) ACII 2007 - Affective Computing and Intelligent Interaction, Second International ConferenceSeptember 12-14, 2007, Lisbon, Portugal. pp. 422-433.
- Cañamero, Lola, Ávila-García, Orlando (2007): A Bottom-Up Investigation of Emotional Modulation in Competitive Scenarios. In: Paiva, Ana,Prada, Rui, Picard, Rosalind W. (eds.) ACII 2007 - Affective Computing and Intelligent Interaction, Second International Conference September 12-14, 2007, Lisbon, Portugal. pp. 398-409.
- Cañamero, Lola (2005): Emotion understanding from the perspective of autonomous robots research. In Neural Networks, 18 (4) pp. 445-455.